# Normandisch

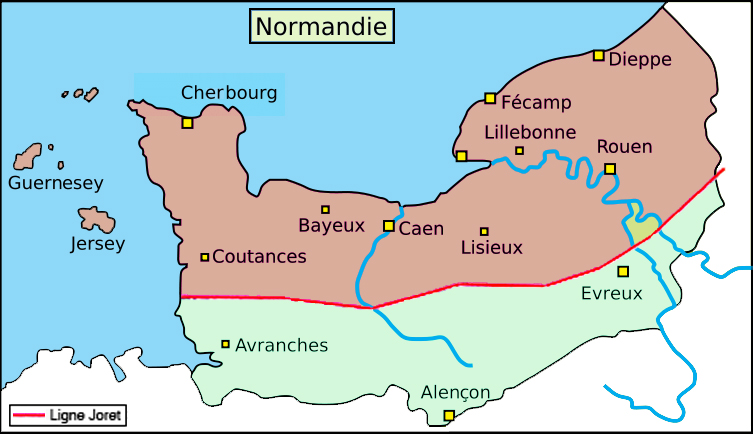
Het Normandische taalgebied met de ligne Joret

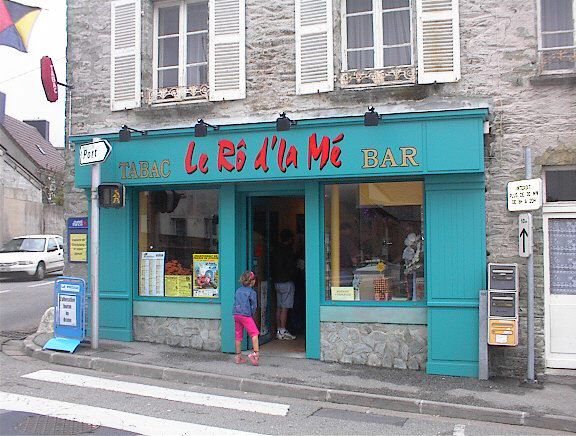
Een bar in Tourlaville met een Normandische naam

Het Normandisch (Normaund, Normand, Nouormand) is een Romaanse taal die wordt gesproken in de Franse regio Normandië. De taal geldt als een Frans dialect, maar wijkt in hoge mate af van de Franse standaardtaal. Dialecten van het Normandisch (Jèrriais, Dgèrnésiais en Sercquiais) worden gesproken op de Kanaaleilanden.
Op Jersey wordt het erkend door de regering van het eiland, maar het is niet de bestuurstaal. De regering bevordert wel het onderwijs in de taal en heeft een programma opgesteld om het gebruik van de taal te bevorderen.

## Historie
Het Normandisch is sterk beïnvloed door het Oudnoords, de moedertaal van de Noormannen die het gebied rond 900 in bezit namen.
Het was de moedertaal van Willem de Veroveraar en het was dan ook dit Frans van de Normandiërs, en niet het dialect van Parijs, dat de taal van de Engelse elite in de middeleeuwen was.
Duizenden Romaanse woorden in het Engels zijn voornamelijk van Normandische afkomst.
Tot de Franse woorden, die betrekking hebben op de scheepvaart, behoren er verscheidene, die via het Normandisch uit de 12e eeuw aan het Oudnoords zijn ontleend. Een voorbeeld hiervan, dat later een andere betekenis kreeg, en ook doordrong tot het Nederlands, is het woord equipage, waarin het algemeen Germaanse woord schip in is te herkennen.
Ook tal van plaatsnamen in Normandië vertonen sporen van de Scandinavische herkomst van de Normandiërs. Het Oudnoords was, evenals het huidige Nederlands, een Germaanse taal en heeft daarmee veel oude woordelementen gemeen. Dit verklaart bijvoorbeeld, waarom de plaatsnaam Caudebec-en-Caux in het Nederlands inderdaad: koude beek betekent.

## Kenmerken en verwantschappen
Het Normandisch wordt in een noordelijk en zuidelijk deel gesplitst door de isoglosse Ligne Joret. Deze markeert het verschil tussen tchièn ("hond") in het noorden en kièn in het zuiden.
De taal kenmerkt zich vooral door een groot aantal vocaalveranderingen.
Het Normandisch sluit in het noordoosten aan bij het Picardisch, in het zuidwesten bij het Gallo en het in zuidoosten bij het Frans.